# Прати

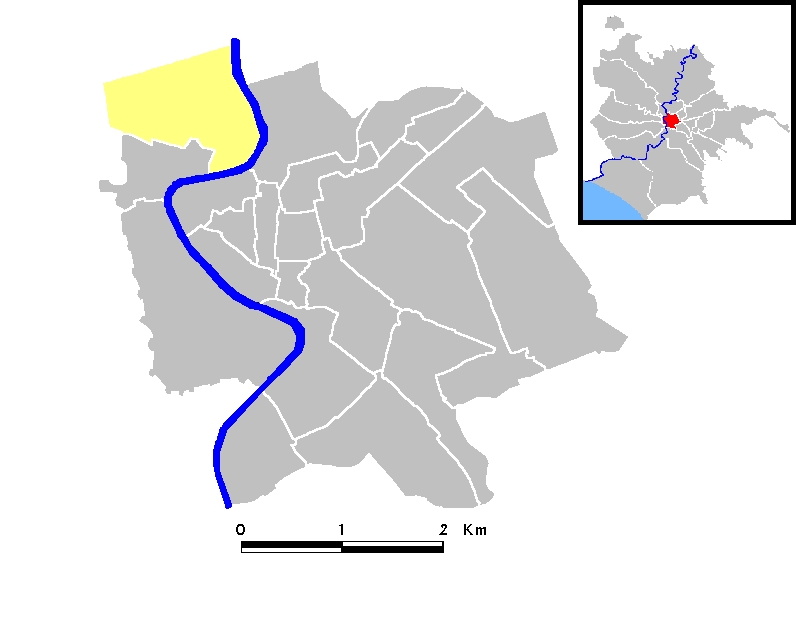
Прати

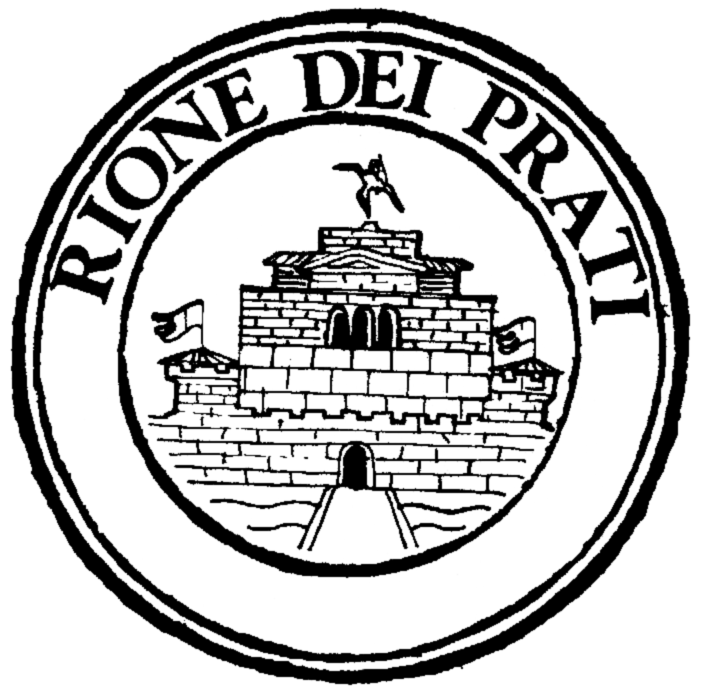
Герб Прати

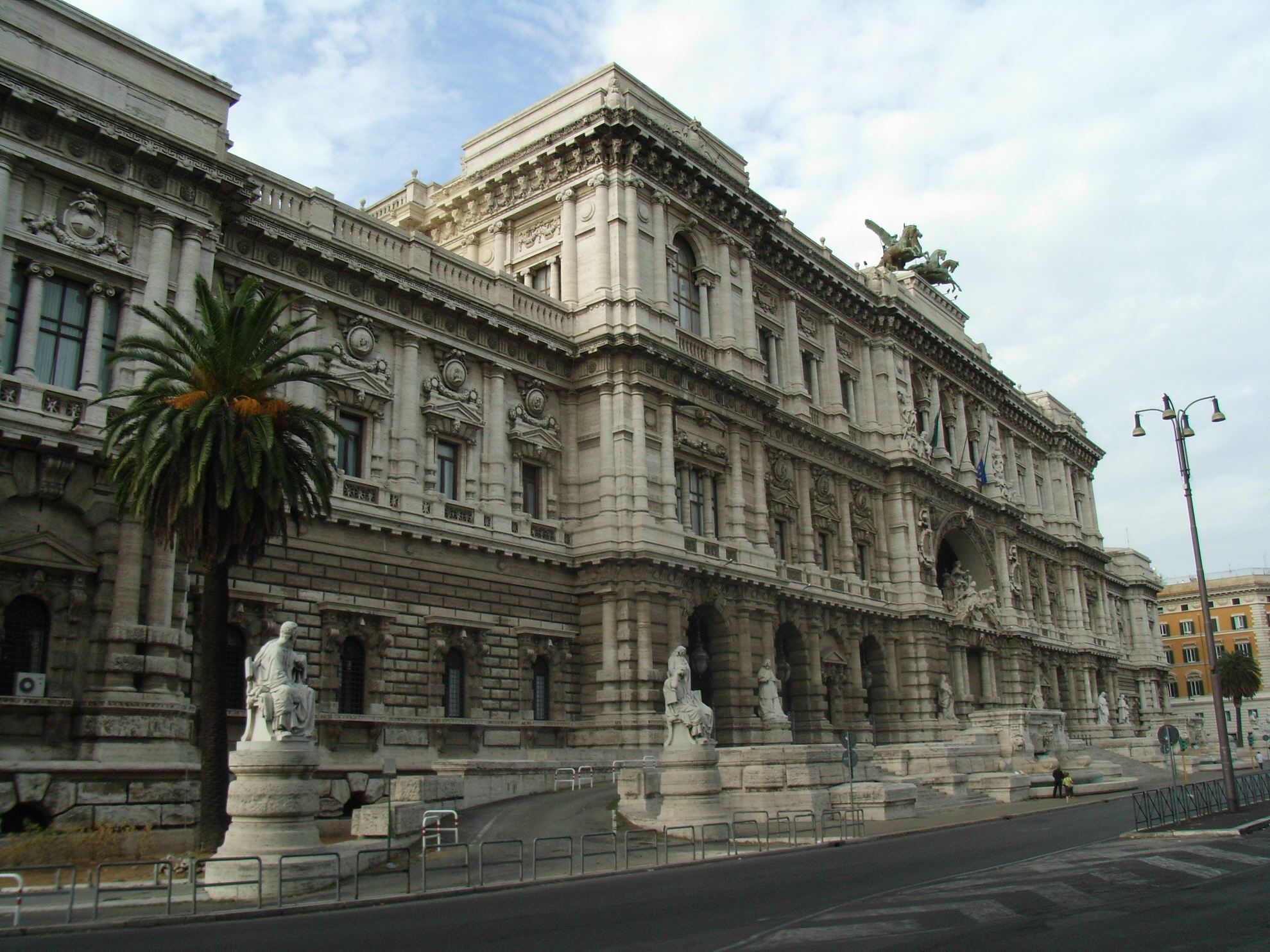
Дворец правосудия

Прати (итал. Prati) — XXII район (Rione) Рима.

## Положение
Район расположен на правом берегу реки Тибр к северу от Замка Святого Ангела, изображённого на гербе района. С другим берегом Тибра район связан мостами Умберто I, королевы Маргариты, Пьетро Ненни и Кавура.

## История
До 1870 года в районе Прати располагались луга, давшие название современному району (prati — луга). Местность отличалась большим количеством болот, особенно у подножия холма Монте Марио. Насчитывалось всего несколько поселений — возле Замка Святого Ангела. С 1870 года же начались первые строительные работы по освоению местности. 20 августа 1921 года Прати был присоединен к Риму, как 22-й и последний район исторического центра города.

## Достопримечательности
- Площади
  - Площадь Кавура
  - Площадь Кола-ди-Риенцо
  - Площадь деи-Квирити
- Театр Адриано
- Дворец правосудия в Риме
- Церкви
  - Сан-Джоаккино-ин-Прати
  - Церковь Адвентистов

## Станции метро
- Оттавиано — Сан-Пьетро — Музеи-Ватикани
- Лепанто